# 安德拉斯·拉多
安德拉斯·拉多（匈牙利語：András Radó；1993年9月9日—）是一位匈牙利足球運動員。在場上的位置是攻擊型中場。他現在效力於松博特海伊足球俱樂部。他也代表匈牙利國家足球隊參賽。